# Elias Paalanen
Elias Vilhelm Paalanen, född 17 april 1884 i Tammerfors, död 12 juni 1967, var en finländsk arkitekt. Han var bror till Martti Paalanen.
Paalanen, som var son till läraren Villehad Paalanen och Anna Palmqvist, blev student 1903 och arkitekt från Polytekniska institutet 1908. Han var praktiserande arkitekt i Helsingfors från 1908 och innehavare av egen arkitektbyrå 1911–1962. Han var föreståndare för byggnadsavdelningen vid Centrallaget 1917–1918, expert för bostadslåneangelägenheter vid socialministeriet 1920–1934, biträdande föreståndare för tomtavdelningen vid Helsingfors fastighetskontor 1934–1938, inspektör i Viborgs stads värderingsnämnd 1942, verksam i Lantbrukssällskapens centralförbunds återuppbyggnadsavdelning 1942–1945 och arkitekt vid arkeologiska kommittén 1948–1951.
Paalanen erhöll pris vid arkitektur- och stadsplanetävlingar, bland annat andra pris vid Store Ullevåls stadsplanetävling i Oslo, första pris vid Vaajakoskis plantävling samt vid världsutställningarna i Barcelona och Antwerpen 1929 och 1930 för ritningar och konstruktioner för industriellt producerade tropikhus. Han uppgjorde ritningar till ett stort antal byggnader i Helsingfors och i landsorten, bland annat till Hämäläisten talo och Järnvägsbokhandelns affärshus i Helsingfors. Han ägde Henrikas skattehemman i Borgå landskommun 1917–1960. Han blev reservfänrik 1940 och reservlöjtnant 1941. Han skrev Mallipiirustuksia osuuskauppoja varten (1916) och Typritningar till småbostäder (1922). Han blev hedersmedlem av manskören Laulu-Miehet 1964.